# (Somebody Else Been) Shakin’ Your Tree
«(Somebody Else Been) Shakin’ Your Tree» (англ. (Кто-то ещё) Потряхивает твоё деревце) — песня и второй сингл американской блюз-рок группы ZZ Top.

## О сингле
В 1970 году, после подписания контракта с London Records, группа приступила к записи дебютного альбома и в 1971 году (по некоторым данным в 1970) сингл увидел прилавки.
Отзывы о песне были самыми положительными: «Я не думаю, что этот альбом мог бы начаться на более взрывной ноте, чем „Somebody Else Has Been Shaking Your Tree“. Доставляет удовольствие, как и всё, что написано в тренде блюз-рока». «Альбом начинается сравнительно невинно, „(Somebody Else Been) Shaking Your Tree“ прекрасная блюзовая песня со вкусной гитарой Гиббонса и очередной классической басовой партией Хилла… с той псевдо-сексуальной лирикой, что мы все любим». Билли Гиббонс в этой песне исполняет соло на педальной слайд-гитаре.
Песня действительно является одним из первых образцов иносказательной лирики, типичной для ZZ Top. Песня исполняется от имени мужчины, который устал от измен своей девушки, и приходит к выводу, что ему пора высаживать новое дерево, с которого только он будет собирать свой урожай.
Также отмечалось, что «Рифф песни настолько в стиле свомп-блюза, что некоторые слушатели сочли его лучшим, что сделали Creedence Clearwater Revival за последние несколько недель». 
На стороне «Б» находилась песня c того же альбома «Neighbor, Neighbor» (англ. Сосед, сосед). Обозначение стороны «Б» условно; на диске не было маркировки и обычно в дискографии он называется «(Somebody Else Been) Shakin’ Your Tree»/«Neighbor, Neighbor».

## Участники записи
- Билли Гиббонс — гитара, вокал
- Дасти Хилл — бас-гитара
- Фрэнк Бирд (как Рубе Бирд) — ударные, перкуссия